# Alquerubim
Alquerubim est une paroisse civile portugaise (en portugais : freguesia) de la municipalité d'Albergaria-a-Velha dans le district d'Aveiro.

## Géographie
La Vouga marque la frontière sud de la paroisse d'Alquerubim et de la municipalité d'Albergaria-a-Velha.

## Démographie
Lors du recensement de 2021, Alquerubim compte 2 233 habitants.